# Дрейшок Олександр
Олександр Дрейшок (нім. Alexandre Dreyschock; 15 або 16 жовтня 1818 — 1 квітня, 1869, Венеція) — німецький піаніст-вітруоз, композитор. Брат скрипаля Раймонда Дрейшока.

## Біографічні дані
Концертував з великим успіхом у різних європейських містах. Був професором Петербурзької консерваторії по класу фортепіано (1862—1868). Серед учнів — Аркадій Абаза.

## Творчість
Як піаніст Дрейшок особливо вражав технікою своєї лівої руки.
Написав близько 140 творів для фортепіано.

## Електронні джерела
- Сторінки історії Петербурзької консерваторії [Архівовано 15 червня 2007 у Wayback Machine.] (російською мовою)